# ابن دانيال
شمس الدين محمد بن دانيال بن يوسف بن معتوق الخزاعي الموصلي، لقب بـ الشيخ والحكيم (أم الربيعين، الموصل، 647 هـ / 1249م - القاهرة، 18 جمادي الآخرة 710 هـ / 1311م)، طبيب رمدي (كحال) وشاعر وفنان عاش في العصر المملوكي وبرع في تأليف تمثليات خيال الظل وتصوير حياة الصناع والعمال واللهجات الخاصة بهم وحاكى بطريقة مضحكة لهجات الجاليات التي كانت تعيش في مصر في زمنه. من أشهر تمثلياته التي لا تزال مخطوطاتها موجودة «طيف الخيال»، و«عجيب غريب» و«المتيم وضائع اليتيم». تعتبر أعماله تصوير حي لعصره. وصفه المؤرخ المقريزى بأنه كان كثير المجون والشعر البديع، وأن كتابه طيف الخيال لم يصنف مثله في معناه.

## حياته
ولد ابن دانيال بأم الأربيعين بالموصل في فترة حافلة بالأحداث شهدت توغل المغول داخل الحدود الشرقية للعالم الإسلامي. درس ابن دانيال القرأن في الموصل وتلقى العلم في مدارسها. وكانت الموصل في ذاك العصر من أهم مراكز العلم والثقافة في العالم الإسلامي. وفي عام 656 هـ / 1258م وهو لم يزل صبياً هجم المغول بقيادة هولاكو على بغداد فدمروها وقتلوا الخليفة العباسي المستعصم، وقضوا على حضارتها وفنونها وعمائرها، وطاردوا علمائها ومفكريها فقتلوا منهم بعض وفر منهم بعض نزحوا إلى بلاد آمنة بعيدة عن بطشهم. ثم احتل المغول الشام ودخلوا دمشق ولم يعد للمسلمين معقل يزود عنهم سوى مصر.
في عام 1260م تمكن قطز سلطان مصر المملوكي من هزيمة المغول في معركة عين جالوت التاريخية ودخلت جيوش المسلمين دمشق وحررتها، وأرغم المغول على التراجع إلى العراق التي بقيت تحت سطوتهم وظلت جريحة تنزف علمائها ومفكريها وتعمها الفتن والتفكك والمجاعات بشكل لم يسبق له مثيل في تاريخ الامة الإسلامية. في عام 665 هـ / 1267م نزح ابن دانيال وهو في التاسعة عشرة من عمره إلى مصر مع غيره من العلماء والأدباء والمفكرين. ودخل القاهرة في عهد السلطان الظاهر بيبرس. وكان عهد بيبرس عهد حزم وجهاد ضد المغول والصليبيين خال من اللهو والهزل. وعندما وصل ابن دانيال القاهرة وجد بيبرس قد أصدر مراسيماً تمنع الملاهي والموبقات. يقول ابن دانيال واصفاً حال القاهرة حين دخلها: «لما قدمت من موصل الحدباء إلى الديار المصرية في الدولة الظاهرية، سقى الله عهدها، وأعذب في الجنان وردها وجدت تلك الرسوم دارسة، ومواطن انسها غير أنسة، عافية الأثار، ساقطة الحد بالعثار، وقد هزم أمر السلطان جيش الشيطان.. وتولى الخوان والي القاهرة، اهراق الخمور واحراق الحشيش، وتبديد المزور، واستتاب العلوق، واللواطي، وحجر البغاة والخواطي، وشاعت بذلك الأخبار ووقع الإنكار، واختفى المطول في الدار، وقد أذى الخلاعة غاية الأذية».
واتقن ابن دانيال لهجة وألفاظ المصريين في سرعة، وكان يتقن كتابة الشعر حتى وصفه المؤرخ ابن إياس بأنه كان شاعراً ماهراً، ولكنه عاش في بدايات حياته بمصر في فاقة وقلة مورد، وكان وقتها يعمل كحالاً. وفي تصوير شعري لحاله في تلك الفترة مستخدماً ألفاظاً مصرية يقول: «يا سائلي عن حرفتي في الوري.. وضيعتي فيهم وإفلاسي. ما حال من درهم إنفاقه.. بأخذه من أعين الناس» و«قد بعت عبدي وحماري معا.. وأصبحت لا فوقي ولا تحتي».

## خيال الظل

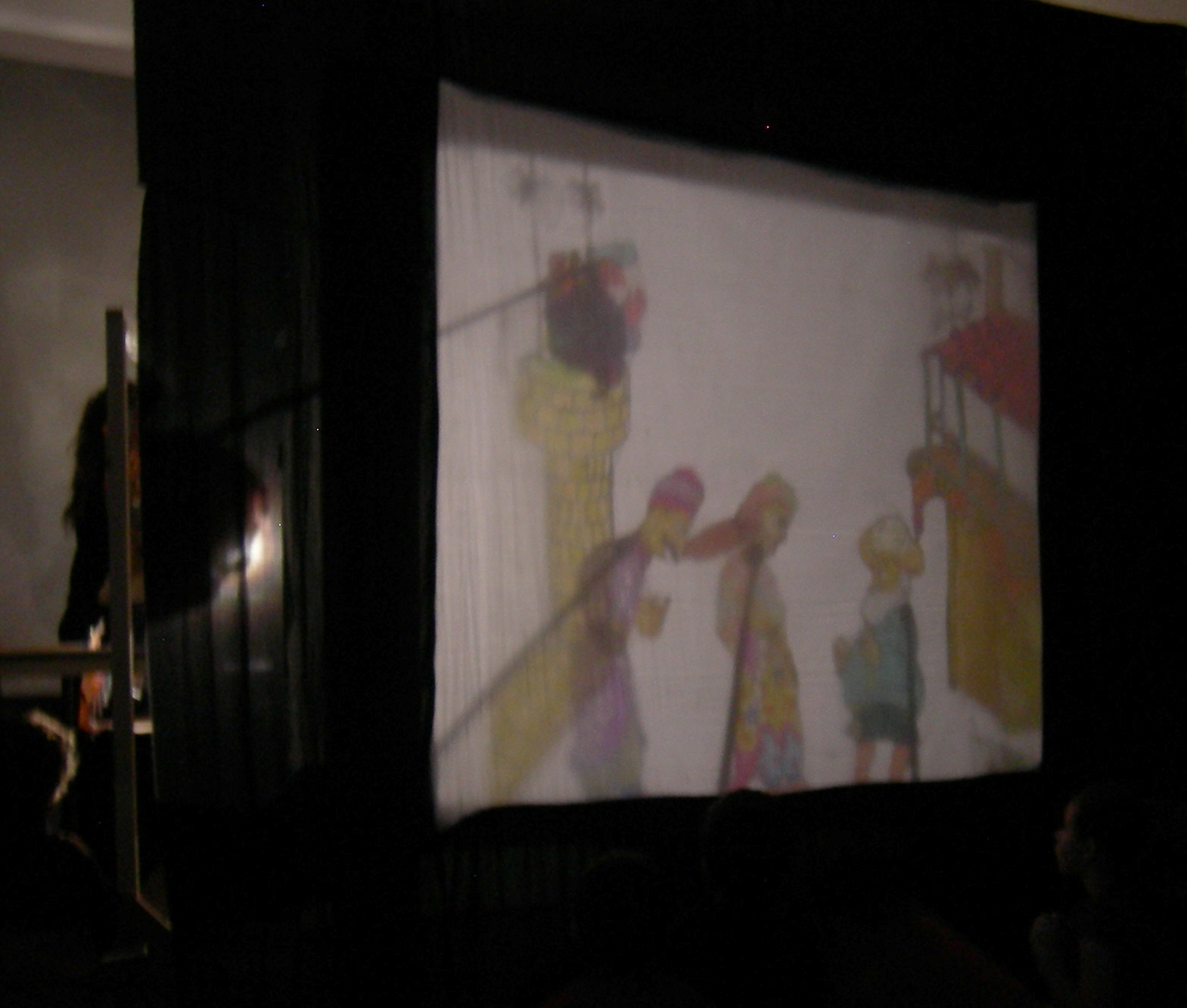
نموذج حديث لخيال الظل

اتجه ابن دانيال إلى خيال الظل وقد كان وسيلة الترفيه الرائجة في تلك الأيام وأكثر وسائل التسلية شيوعا وانتشارا، وكان الناس من كل الطبقات الاجتماعية يقبلون على مشاهدة عروضه، بما فيهم السلاطين. وقد عرف المصريون في العصر المملوكي بأنهم «ذوو طرب وسرور ولهو» كما وصفهم الرحالة ابن بطوطة الذي زار مصر في ذاك العصر. وبرع ابن دانيال في هذا الفن فكان هو الذي يؤلف الرواية وهو الذي يكتب حوارها ويلحنها ويعين أزيائها وينظم الأصوات فيها وفوق ذلك كان يشترك بنفسه في أدائها. فكان بذلك هو المؤلف والمخرج والموسيقي والمغني والممثل.
في المرحلة الأولى من عمله في مجال خيال الظل كانت لابن دانيال دكان كحل في داخل باب الفتوح، فكان حينذاك يجمع بين مهنتي الكحالة و«المخايلة»، وفي جزء من الليل كان يؤلف ويدون. ولكنه لم يستمر على هذه الحالة طويلاً، إذ سرعان ما اشتهر وذاع صيته في مجال المخايلة، وصار أرباب الدولة والأمراء يسعون إلى التعرف عليه وينعمون عليه بالهبات والعطايا ويدعونه إلى حفلاتهم ومجالسهم للترفيه عنهم وضيوفهم بعروضه وأشعاره وظرفه وخفة روحه. ففي تلك الأيام كانت عروض خيال الظل تنقل إلى علية القوم ولا ينتقلون هم إليها.
وظل ابن دانيال يعمل على هذا النحو إلى أن أصبح يحصل على راتب من الديوان، وتحسنت أحواله. ويشير المؤرخ ابن أيبك الدواداري إلى أن ابن دانيال كان «ممن يترددون إلى الملوك من السادة الفضلاء في ذلك العهد» وأنه كان من ضمن «جماعة من أهل الفضل والأدب، كانوا ينهبون العيش بالآداب ويستخرجون لباب اللباب من ذوي الألباب في كل فن وباب».

## بابات ابن دانيال
ألف ابن دانيال كثير من التمثيليات، وتمثيليات خيال الظل كانت تعرف في العصر المملوكي باسم «بابات» ومفردها «بابة». وقد فقدت كل باباته ولم يتبق منها سوى ثلاث وهي «خيال الطيف» ومخطوطتها محفوظة بـ دار الكتب والوثائق القومية بالقاهرة، و«عجيب وغريب»، و«المتيم والضائع اليتيم». والبابات كتبها ابن دانيال شعرا ونثرا منظوما، وصور فيها ببراعة حياة الصناع والعمال واللهجات الخاصة بهم، بل ولهجات الجاليات الأجنبية التي كانت تستوطن مصر وقتذاك. وقد اخترع ابن دانيال شخصيات ذات أسماء طريفة مثل عجيب الدين الواعظ وعسلية المعاجيني وعواد الشرماط ومبارك الفيال وأبو القطط وزغبر الكلبي وناتو السوداني وأبو العجب صاحب الجدي. كما كانت له دمية تدعى «عقود النظام فيمن ولي مصر من الحكام».
وقد حظيت تلك المخطوطات الدانيالية النادرة باهتمام كبير من كثير من الباحثين وقام بعضهم بتحقيقها ونشرها. وتشير بعض المراجع إلى أن هذه البابات قد عثر عليها مصادفة في مخطوطة قديمة احتفظ بها بمكتبة «أحمد تيمور باشا» ثم نقلت إلى دار الكتب المصرية، كما وجدت نسختان أخريان من هذه المخطوطة أحداهما بـ مكتبة الإسكوريال بـ إسبانيا، وآخرى بمكتبة استانبول بـ تركيا. وقد كتبت تلك المخطوطات بعد وفاة الشيخ ابن دانيال.

### بابة طيف الخيال
طيف الخيال تعد أبدع البابات الدانيالية الثلاث. بل ويعتبرها بعض الباحثين والأدباء أبدع مسرحية في تاريخ خيال الظل المصري. وقد وصف المقريزي العمل بأنه لم يصنف مثله في معناه. تلك المسرحية ترسم صورة لواقع الحياة في مصر في القرن السابع الهجري / الثالث عشر الميلادي، بما تحويه من عادات وتقاليد ولغة وألفاظ. وتقدم البابة بأسلوب فكاهي - يعرف بالفارس أي المهزلة - نقداً سياسياً لاذعاً لحدث مشهور وقع في تلك الفترة، وهو قيام السلطان الظاهر بيبرس باستقدام أبي العباس أحمد بن الخليفة الظاهر إلى القاهرة لإقامته خليفة. وبطل هذه البابة الذي يدعى «وصال» هو الصورة الساخرة لأبي العباس أحمد ذاك.

### بابة عجيب وغريب
عجيب وغريب ليست تمثيلية كاملة متواصلة وإنما مجموعة مواقف فكاهية منفصلة. أبطال تلك البابة شخصيات من ذوي الحرف الشعبية الذين كانوا يجولون في الأسواق والموالد والأعياد. تعرض البابة 27 شخصية تحمل أسماء طريفة. مثل غريب الصافي وعجيب الدين الواعظ وحويس الحاوي وهلال المنجم وميمون القراد وشدقم البلاغ صاحب الرمح والسيف وغيرها من أسماء. والبابة تعد وثيقة تاريخية وسجل شعبي وشاهد حي على العصر الذي عاش فيه ابن دانيال. وتظهر في تلك التمثيلية قدرات ابن دانيال على صياغة الألفاظ الشعبية التي كانت متداولة وتصوير الفساد الاجتماعي مما يضفي قيمة اجتماعية على تلك البابة.

### بابة المتيم والضائع اليتيم
تتفق اليتيم والضائع اليتيم مع البابتين السابقتين من حيث الفكاهة، ولكنها تختلف معهما من حيث الإسلوب والمحتوى وبدرجة جعلت بعض الباحثين يشكون في أنها من أعمال ابن دانيال، أو أنها بطريقة أو بآخرى قد تعرضت للمسخ والتحريف. فأسلوب تلك البابة عند المقارنة يبدو إسلوباً هابطاً ويكتنفه كثير من المجون والخلاعة. ولكن الذين يعتقدون أنها من أعمال ابن دانيال يبررون إسلوب تلك البابة بأنه يتماشى مع الروح التي كانت سائدة في تلك الأيام من حيث الميل إلى المتع الحسية والمجون. وتضم البابة شخوص بشرية وشخوص حيوانية وجمادية. من ضمن الشخصيات البشرية الرئيسية في الرواية المتيم، والذميم، وبابا البيرم، والحكم زيهون. وتظهر في الرواية ديوك وكباش وثيران وأدوات مائدة.
والبابات الثلاث بعد كل المجون والفكاهة تنتهي كلها باستثارة الضمير الديني والأخلاقي وتختتم بطلب التوبة والإنابة. كان ابن دانيال نظراً لعمله كحالاً في القاهرة القديمة على اتصال متواصل بعامة الشعب، ونظرًا لخلفيته كنازح من الموصول كان يدرك معاناة الأمة، فجاءت أعماله معبرة عن مشكلات الطبقة الكادحة في المجتمع وآلام الأمة في تلك المرحلة من تاريخها، وقد فعل ذلك بالفكاهة ونشر السرور والبهجة بين الناس.
نزح ابن دانيال إلى مصر في سنة 665 هـ / 1267 م وتوفى فيها في سنة 710 هـ / 1311 م، وبذلك يكون قد عاش في مصر نحو أربعة وأربعين سنة، وشهد عهود أكبر سلاطين دولة المماليك البحرية وهم: الظاهر بيبرس، والمنصور قلاوون، والأشرف خليل، والناصر محمد بن قلاوون.

## فهرس وملحوظات
1. 1 2 3 4  المقريزي، 2/462
2. ↑  ابن إياس، 1/438
3. ↑  نصار، 337
4. ↑  ابن إياس، 1/326
5. 1 2  ابن إياس، 1/439
6. ↑  نصار، 336
7. ↑  السعداوي،77
8. ↑  ابن بطوطه، 65
9. ↑  نصار،340
10. ↑  المقريزي، هامش 2/462
11. ↑  نصار،341
12. ↑  ابن الدوداري، ج7/218
13. ↑  عبده قاسم، 338
14. ↑  مخطوط طيف الخيال : تأليف شمس الدين ابن عبد الله محمد بن دانيال : دار الكتب - 3556 أدب.
15. ↑  يشك بعض المؤرخين في صحة انتساب بابة " المتيم والضائع اليتيم " لابن دانيال.- (نصار، 345)
16. 1 2  الموسوعة الثقافية،1/8
17. ↑  نصار، 337 و 344
18. 1 2  نصار، 346 - 347
19. ↑  كان السلطان قطز بعد انتصاره في معركة عين جالوت قد استدعى " أبو العباس أحمد " إلى دمشق وبايعه بالخلافه. إلا أن قطز أغتيل وهو في طريق عودته إلى مصر، فقام السلطان الجديد الظاهر بيبرس باستدعاء أبو العباس إلى القاهرة فلما تأخر قام باستدعاء عباسي آخر يدعى " أبو القاسم أحمد "، فوصلها قبل وصول أبو العباس أحمد. فلما وصل أبو العباس إلى القاهرة وعلم بما حدث آثر العودة إلى الشام وسار إلى حلب حيث بايعه بالخلافة أميرها شمس الدين أقوش البرلي المنشق على السلطان بيبرس. وفي مصر بايع بيبرس أبا القاسم ولقب بالخليفة المستنصر. ثم زود بيبرس أبا القاسم بالمال والسلاح وجيش هزيل وأرسله لمحاربة المغول في العراق. وعند الرحبة قابل أبي العباس أحمد ومعه فرسان من التركمان فاتحدا وتوجها سويا إلى العراق وعند مدينة هيت اصطدما بجيش المغول وانهزما. واختفى أبو العباس أحمد ولم يظهر بعد ذلك. أما أبو القاسم أحمد (المستنصر) فقد عاد إلى القاهرة واقامه الظاهر بيبرس خليفة. - (الشيال، 2/132-133)
20. ↑  نصار،346